# 任天堂企画開発本部
任天堂企画開発本部（にんてんどうきかくかいはつほんぶ、英: Nintendo Software Planning & Development、SPD）は、任天堂にかつて存在したゲームソフト開発部門のひとつ。旧製造本部（主に開発第一部と開発第二部）を統廃合し設立された。主に小規模な作品や他部署の開発支援、海外開発部門および外注作品の管理を行っていた。
長らく社長の岩田聡直轄の部署であったが、2013年より高橋伸也が本部長に就任している。企画開発本部は、企画開発部と環境制作部から構成され（以前はソフト品質管理部もあった）、企画開発部は第4プロダクショングループまで確認されている。
2015年9月16日、組織再編により同日付でもう一つのゲームソフト開発部門である情報開発本部と統合され、新たに企画制作本部が設立された。

## 歴史
2004年、当時の任天堂の社長である岩田聡は企画開発本部（SPD）を設立し、自ら本部長に就任した。新設された本部の目的は、従来情報開発本部（EAD）とその本部長の宮本茂が担っていた、外部の二次開発会社と共同開発・監修する業務を引き受け、情報開発本部が社内開発に専念できるようにすることであった。ただし、企画開発本部でも一部のゲームタイトルは社内開発されていた。
2013年6月27日、副本部長の高橋伸也が岩田聡に代わり本部長に就任し、同時に任天堂の取締役にも就任した。2014年6月18日、企画開発本部を含むすべての社内開発部門が、京都本社から新たに建設された任天堂開発棟へ移転した。新開発棟は旧社屋からわずか300メートルの距離にあり、すべての開発者が物理的に近くなることで部門や分野の垣根を超えた深い相互交流と、ハードウェア・ソフトウェアのシナジー創出を狙った。
2015年9月16日、企画開発本部は社内ソフトウェア開発部門であった情報開発本部（EAD）と統合され、任天堂企画制作本部（EPD）となった。これに伴い宮本茂は情報開発本部の本部長を退任し、「クリエイティブフェロー」となった。一方、高橋伸也は企画開発本部の本部長から企画制作本部の本部長に昇進し、任天堂のゲーム開発全体を統括することとなった。新本部は前身の役割を引き継ぎ、社内開発および外部協力会社との共同開発の両方を担うこととなった。

## 企画開発部
旧・開発第一部のメンバーを中心に構成。

### 第1プロダクショングループ
- 坂本賀勇（マネージャー）
- 細川豪彦
- 阿部悟郎
- 高橋龍太郎

メイド イン ワリオシリーズやリズム天国シリーズ、メトロイドシリーズを主に担当。

### 第2プロダクショングループ
- 山上仁志（マネージャー）
- 田島梓
- 服部由里絵
- 横田弦紀

ポケットモンスター、ファイアーエムブレム、ゼノブレイドなど外注作品を担当。

### 第3プロダクショングループ
- 田邊賢輔（マネージャー）
- 寺崎啓祐（サブマネージャー）
- 田端里沙
- 白川真理

メトロイドプライムシリーズなどの海外開発作品やラブデリック系など外注作品を担当。

### 第4プロダクショングループ
- 佐藤浩（マネージャー）
- 伊豆野敏晴
- 廣瀬美由貴
- 山根知美

マリオパーティシリーズやマリオ&ソニックシリーズ、キャメロット作品など外注作品を担当。

### サウンドグループ
- 山本健誌
- 中塚章人
- 濱野美奈子
- 吉冨亮二
- 石川こずえ
- 田島賢
- 米政美
- 須戸敏之
- 椎葉大翼
- 伊藤明日香

## 環境制作部
環境制作部（英: Nintendo Software Development & Design、SDD）では、開発ツールの管理やユーザーインターフェイスのデザイン、キャラクター商品などの監修、本体内蔵ソフト開発などを行っている。また、ニンテンドーDSでは大合奏!バンドブラザーズやTouch! Generationsの開発を行った。旧・開発第二部のメンバーを中心に構成。
- 西田勝
- 黒梅知明（UIデザイン制作グループマネージャー）
- 河本浩一
- 鈴木利明
- 北村典子
- 河越巧

## 旧ソフト品質管理部
スーパーマリオクラブによるデバッグ業務管理を行っていたが、2009年9月より子会社のマリオクラブに移管。部長は三木研次（初代マリオクラブ取締役社長）。

## その他の関連人物

### 現在の所属者・関係者
- 清武博二（企画開発部所属キャラクターデザインマネージャー）
- 波多野信治（サードパーティー作品（主に企画開発部第4プロダクショングループ）のプロデュースを担当）
- 中植茂久（企画開発部所属、元情報開発本部東京制作部所属）[21]

### 出身者
- 横井軍平（企画開発部前身、元開発第一部初代部長）
- 出石武宏（企画開発部前身、元開発第一部2代目部長）
- 上村雅之（環境制作部前身、元開発第二部部長、現統合開発本部アドバイザー）
- 田中宏和（企画開発部前身、元開発第一部所属、現株式会社クリーチャーズ社長）
- 松岡洋史（企画開発部前身、元開発第一部所属、現株式会社クリーチャーズ所属）